# Marten Koops Scholten
Marten Koops Scholten (Arnhem, 6 mei 1904 – Oenkerk, 15 oktober 1987) was een Fries bibliothecaris en bibliograaf.

## Biografie
Scholten was een zoon van de spoorwegarbeider Koop Scholten (1872-1923) en Antje Gerbens (1870-1956); nadat zijn vader werk kreeg in Friesland verbleef hij de rest van zijn leven in die provincie. Hij volgde eerst de kweekschool en behaalde daarna zijn MO-akte Fries. Vervolgens trad hij in dienst van de Provinciale Bibliotheek te Leeuwarden waar hij wetenschappelijk assistent werd. Hij droeg bij aan vele publicaties, met name bibliografieën. Hij was tevens betrokken bij de Jongfryske Mienskip. Scholten was mede-initiatiefnemer en van 1959 tot 1969 de eerste conservator van het Frysk Letterkundich Museum en Dokumintaasjesintrum. Hij was erelid van It Skriuwersboun (de Friese schrijversbond). Hij is de vader van Koop Scholten (1937), docent en schrijver van een methode Fries voor niet-Friestaligen, en een broer van de dichter en predikant ds. André Roelof Scholten (1910-1944).